# 야부즈카혼정
야부즈카혼정(일본어: 藪塚本町)은 일본 군마현 남동부 닛타군에 존속했던 정이다. 약 1만 9천명의 인구를 가진 마을이였다. 2005년 3월 28일에 폐정하였다.

## 역사
약 2만6000년 이전에 다양한 토기와 유물이 만들어졌다.고분시대에는 100기 이상의 고분이 만들어졌음을 확인할 수 있다.
- 1889년 4월 1일 - 정촌제 시행과 함께 닛타군 6개촌이 합병해 야부즈카혼정이 탄생하였다.
- 2005년 3월 28일 - 야부즈카혼정 (구) 오타시, 닛타군 오지마정, 닛타정과 합병해 오타시가 되었다.

## 교통

### 철도
- 도부 철도
  - 이세사키 선

### 도로
- 오타야부즈카 인터체인지